# Осічина (Люблінське воєводство)
Осічина (пол. Osiczyna) — село в Польщі, у гміні Скербешів Замойського повіту Люблінського воєводства.
Населення — 104 особи (2011).
У 1975-1998 роках село належало до Замойського воєводства.

## Демографія
Демографічна структура станом на 31 березня 2011 року:
|          | Загалом | Допрацездатний вік | Працездатний вік | Постпрацездатний вік |
| -------- | ------- | ------------------ | ---------------- | -------------------- |
| Чоловіки | 54      | 5                  | 33               | 16                   |
| Жінки    | 50      | 5                  | 19               | 26                   |
| Разом    | 104     | 10                 | 52               | 42                   |